# Ludwig Gotthard Kosegarten
Ludwig Gotthard (eller Theobul) Kosegarten, född 1 februari 1758 i Grevesmühlen i Landkreis Nordwestmecklenburg, död 26 oktober 1818 i Greifswald, var en tysk författare, far till Johann Gottfried Ludwig Kosegarten.
Kosegarten var luthersk präst i Altenkirchen på Rügen, senare professor vid Greifswalds universitet. Han har även gjort sig ett namn som diktare.